# 沙城街道
沙城街道是中华人民共和国浙江省温州市龙湾区下辖的一个街道办事处。

## 行政区划
沙城街道下辖以下村级行政区划单位：
沙城社区、七四村、七三村、永福村、八甲村、七五村、大郎桥村、七二村、烟台村、七一村、永寿村、永恩村、沧宁村、永阜村、庄桥村和顺江村。